# Lukas Hermann (evangélikus püspök, ?–1707)
Lukas Hermann (? – 1707. szeptember 11.) ágostai evangélikus szuperintendens és berethalmi lelkész.

## Életpályája
Azonos nevű apja szintén szuperintendens volt. Előbb Szászivánfalván, majd Nagybaromlakon és 1687-től Medgyesen volt lelkész. 1691. január 28-án Michael Pancratius halála után utódjává, superintendensnek választották. A Rákóczi-mozgalom alkalmával sok nyugtalanságot kellett szenvednie; 1704. március 25-én a kurucok Ecsedi János vezérlete alatt Berethalomra jöttek, kirabolták a várat, de nem teljesen, mert H. száz frttal kiengesztelte őket; azonban csakhamar visszatértek és a várat, templomot és a sekrestyét teljesen kirabolták, sőt még a lakosokat is kifosztották.
Kézirati munkái: Protocollum Actorum publicorum Synodalium Status Ecclesiastici Saxonum in Transylvania, inde ab anno 1545 ad praesentia nostra tempora anni currentis 1682… in ordinem redactam (XVII. századi kézirata, ívrét, 648 lap, megvan a m. n. múzeumi könyvtár kéziratai közt); Protocollum Diplomatum privilegialium pro pastoribus Ecclesiarum Saxonicalium in Transylvania 1682.